# Sonic the Hedgehog Spinball
Sonic the Hedgehog Spinball, även känt som Sonic Spinball, är ett datorspel till Sega Mega Drive som släpptes 15 november 1993. I spelet skall Sonic the Hedgehog agera kula i ett flipperspel. Spelet har fyra vanliga banor och tre bonusbanor. Målet är att samla smaragder följt av att förinta banans boss. Sonic the Hedgehog Spinball var det första spelet i serien som helt utvecklades av Segas amerikanska division. 